# 美郷町立千畑小学校
美郷町立千畑小学校（みさとちょうりつ せんはたしょうがっこう）は、秋田県仙北郡美郷町（旧・千畑町）にある公立小学校。

## 概要
- 千屋小学校・千畑南小学校の2校を統合して2013年4月に設立された[2][3]。
- 東京都港区の港区立御田小学校との交流事業をおこなっている[4]。

## 沿革
- 2013年
  - 4月1日 - 開校[2][3]。校舎は、千屋小学校校舎を改修して使用[2]。
  - 4月5日 - 千畑小学校スタート式挙行。この時点の児童数は293名・職員数は31名。
  - 4月10日 - 第1回入学式挙行。最初の新入生45名。この新入生を含め全校児童338名でスタートを切った[2]。
  - 4月28日 - 第1回運動会を開校記念運動会として開催[2]。
  - 5月12日 - 開校記念式典挙行[2]。
  - 夏 - この時期（夏休み）から11月まで、グラウンド改修工事実施[2]。
- 2014年
  - 3月17日 - 第1回卒業式挙行。最初の卒業生は70名[2]。
  - 3月21日 - 最初の修了式挙行。最初の修了式を迎えた児童は270名[2]。
  - 5月9日 - グラウンド補修工事終了（トラック使用可・フィールドは8月から使用可）[2]。
  - 9月6日 - 改修されたグラウンドで第2回の大運動会が開催された。
- 2016年8月5日 - 御田交流40周年記念式典挙行[2]。
- 2018年9月25日 - 大小島真木による壁画「木々との対話」制作[2]。
- 2019年10月26日 - 「どんぐりの森」（学校環境緑化事業）完成式典挙行[2]。

## 校歌
- 作詞：校歌制定委員会
- 作曲：加曾利和之

## 学校教育目標
- 夢ここに つながる心 ふみ出す一歩

## 通学区域
出典
- 安城寺
- 金沢黒根
- 黒沢
- 小荒川
- 千屋
- 土崎
- 中野
- 浪花
- 畑屋
- 羽貫谷地
- 本堂城回

## 進学先中学校
- 美郷町立美郷中学校

## 周辺
- 秋田県道50号大曲田沢湖線
- 千屋郵便局
- 一丈木の松・杉並木（新日本街路樹百景）
- ミニ真昼公園

## アクセス
- 羽後交通「角館・六郷線」で、「千畑小学校前」停留所下車。
  - ただし、運行は平日（8月の旧盆期間を除く）のみ。
- JR東日本秋田新幹線・田沢湖線・奥羽本線大曲駅から、
  - 上述の羽後交通バスに乗車し39分（逆方向の大曲駅まで36分）、「千畑小学校前」停留所下車。
  - 車で約11.1km・約23分。